# Киселёв, Аркадий Леонтьевич
Арка́дий Лео́нтьевич Киселёв (настоящее имя Аро́н Ла́заревич Ке́слер; 1880, Киев — 22 сентября 1938, Киев) — советский государственный деятель.

## Биография
Получил среднее образование. В 1902 году вступил в РСДРП(б), участвовал в революционном движении; был арестован в 1902 и 1904 годах. В 1904 году выехал за границу, до 1917 года проживал в Соединённых Штатах Америки. В марте 1912 года в Ньюарке у него родился сын Леон.
В 1917 году семья вернулась в Россию. После Февральской революции 1917 года в России — один из организаторов красной гвардии в Донбассе. В 1918—1921 годы — на партийной работе в Красной армии.
С 1921 года — на партийной и хозяйственной работе. С 29 ноября 1927 по 5 июня 1930 года был кандидатом в члены ЦК КП(б) Украины, одновременно в 1929—1930 годы возглавлял контрольную комиссию КП(б) Украины в Сталинском округе. С 15 июня 1930 по 18 января 1934 года — член Центральной контрольной комиссии КП(б) Украины и секретарь её партийной коллегии; одновременно — член Центральной контрольной комиссии ВКП(б) (13.7.1930 — 26.1.1934).
26 января—10 февраля 1934 года делегат XVII съезда ВКП(б) с решающим голосом от Донецкой парторганизации.
С 23 января 1934 по 27 мая 1937 года — член ЦК КП(б) Украины. Одновременно занимал посты наркома снабжения (26.5.1934 — 1935), наркома юстиции и прокурора Украинской ССР (январь 1935 — сентябрь 1936) (не имея юридического образования).
Член секретариата ЦИК УССР, член Совета ЦИК СССР. В сентябре 1936 года избран секретарем ВЦИК. С 1936 года — член Президиума, секретарь ЦИК УССР (1937—1938). На чрезвычайном VIII Всесоюзном съезде советов в декабре 1936 года входил в состав редакционной комиссии по установлению окончательного текста Конституции СССР; участвовал в разработке социально-политических основ правоохранительной системы в проектах Конституции УССР (1937), постановления ЦИК и СНК УССР от 23 июня 1935 «О расширении полномочий президиума Верховного Суда УССР».
Арестован 15 апреля 1938 года как участник т. н. правотроцкистской организации. 22 сентября 1938 года выездной сессией Военной коллегии ВС СССР приговорён к расстрелу, казнён в тот же день. Реабилитирован в 1956 году.